# Богатырь (ледник)
Ледни́к Богатырь — котловинный ледник в Казахстане, располагается на южном склоне хребта Заилийского Алатау, у истока реки Юго-Восточный Талгар (приток реки Чилик). Границы ограничены боковым отрогом Жусалды-Кунгей, а с севера — Иссыкским отрогом. Верховья ледника разделены на три камеры; среди туристов северная камера носит неформальное название Шуйца («левая рука»), серединная — Голова, юго-восточная — Десница («правая рука»). Площадь ледника составляет 30,3 км, длина — 9,1 км, область абляции оценивается в 10,2 км², объем массы льда 4,5 км². Фирновая линия проходит на высоте 4020 м над уровнем моря. Внизу язык ледника покрыт моренными отложениями.
По наблюдениям последних лет установлено значительное сокращение объема ледника в 1984 году.
Назван первооткрывателем Дмитриевым С. Е. в 1910 году.